# Fortuné Landry
Fortuné Landry (* 13. April 1799 in Paris; † 30. Januar 1895 ebenda) war ein französischer Mathematiker.
Im Jahr 1867 fand er die bis dahin größte Primzahl. Es handelte sich um den Teiler der Mersenne-Zahl {\displaystyle 2^{59}-1}, der entsteht, wenn man sie durch 179.951 dividiert:
{\displaystyle {\frac {2^{59}-1}{179.951}}=3.203.431.780.337}
Zwischen 1867 und 1869 veröffentlichte Landry zahlreiche Artikel über die Primfaktorzerlegung der ersten 64 Mersenne-Zahlen {\displaystyle M_{n}} und einiger Fermat-Zahlen {\displaystyle {\mathfrak {F}}_{n}}.
Noch mit 82 Jahren soll Landry die siebte Fermat-Zahl {\displaystyle F_{6}=2^{2^{6}}+1} (eine 20-stellige Zahl) faktorisiert haben. Er verwendete dazu eine Methode, die von Hugh C. Williams später rekonstruiert und veröffentlicht wurde. Landry publizierte seine Methode nicht, es fanden sich aber Hinweise in seinem Nachlass.

## Werke
- Premier (–Septième) mémoire sur la théorie des nombres. L. Hachette et Cie, Paris 1853–1859 (sieben fortlaufende Scans in der Google-Buchsuche). – Sammelband:

1. Premier mémoire sur la théorie des nombres. Février 1853. Démonstration d’un principe de Legendre relativ au théorème de Fermat. L. Hachette et Cie, Paris 1853 (10 S., Scan in der Google-Buchsuche).
2. Deuxième mémoire sur la théorie des nombres. Juillet 1853, Théorème de Fermat. Recherches nouvelles. – Première Partie. – Livre Premier. L. Hachette et Cie, Paris 1853 (16 S., Scan in der Google-Buchsuche).
3. Troisième mémoire sur la théorie des nombres. Mars 1854. Nouvelle méthode pour trouver les racines primitives de {\displaystyle x^{p-1}\equiv 1} relativement à p, dans le cas d’un nombre premier p. L. Hachette et Cie, Paris 1854 (24 S., Scan in der Google-Buchsuche); enthält die Errata du deuxième mémoire (Scan).
4. Quatrième mémoire sur la théorie des nombres. Février 1855, Théoréme de Fermat. Recherches nouvelles – Première Partie – Livre Deuxième [Livre Second]. L. Hachette et Cie, Paris 1855, OCLC 1050856743 (27 S., Scan in der Google-Buchsuche); enthält die Errata du troisième mémoire (Scan).
5. Cinquième mémoire sur la théorie des nombres. Juillet 1856, Théorème sur les réduites d’une nouvelle espèce de fractions continues. L. Hachette et Cie, Paris 1856 (24 S., Scan in der Google-Buchsuche).
6. Sixième mémoire sur la théorie des nombres. Novembre 1856, Théoréme de Fermat. Recherches nouvelles – Première Partie – Troisième et dernier livre. L. Hachette et Cie, Paris 1856, OCLC 1050741358 (24 S., Scan in der Google-Buchsuche).
7. Septième mémoire sur la théorie des nombres. Décembre 1859, Procédés nouveaux pour démontrer que le nombre 2 147 483 647 est premier. L. Hachette et Cie, Paris 1859 (16 S., Scan in der Google-Buchsuche).